# Pfaffenhofen, Österrike
Pfaffenhofen är en ort och kommun i distriktet Innsbruck-Land i förbundslandet Tyrolen i Österrike. Kommunen har 1 286 invånare (2024). Den ligger 22 km väster om Tyrolens huvudstad Innsbruck.